# Yoshioka Hidetaka
Yoshioka Hidetaka (吉岡秀隆 Yoshioka Hidetaka, Cát Cương Tú Long) sinh ngày 12 tháng 8 năm 1970 tại Saitama - Nhật Bản, là một nam diễn viên nổi danh từ khi còn khá nhỏ. Năm 1977, khi mới 7 tuổi, Yoshioka đã trở thành diễn viên nhí được yêu thích tại Nhật khi tham gia diễn xuất trong bộ phim điện ảnh Yatsu haka Mura của đạo diễn Yoshitaro Nomura. Tiếp sau đó, vai diễn "Kuroita Jun" trong phim truyền hình Mùa tuyết tan được xem là vai nổi bật nhất của anh. Một số bộ phim sau đó đã gây được tiếng vang như: Poppoya, Half a Confession, The Hidden Blade, Professor và His Beloved Formula,...
Yoshioka Hidetaka từng 4 lần được đề cử giải "Nam diễn viên phụ xuất sắc nhất" tại lễ trao giải điện ảnh của Viện Hàn Lâm điện ảnh Nhật Bản. Năm 2003, tại lễ trao giải thưởng truyền hình Nhật Bản lần thứ 42, anh đã đoạt giải "Nam diễn viên chính xuất sắc nhất" với vai diễn trong bộ phim truyền hình Dr. Koto"s Clinic. Năm 2006, Yoshioka Hidetaka giành tượng vàng "Nam diễn viên chính xuất sắc nhất" nhờ phim Always - Sunset on the Third Street tại lễ trao giải của Viện Hàn Lâm điện ảnh Nhật Bản.

## Các phim đã tham gia
- Always zoku san-chôme no yûhi (2007), vai Ryunosuke Chagawa
- Damejin (2006), vai Root
- Hakase no aishita sûshiki (2006), vai Ryunosuke Chagawa
- Always san-chôme no yûhi (2005), vai Ryunosuke Chagawa
- Yokkakan no kiseki (2005), vai Keisuke Kisaragi
- Mata no hi no chika (2005)
- Kumo no mukô, yakusoku no basho (2004), vai Hiroki Fujisawa
- Kakushi ken oni no tsume (2004), vai Samon Shimada
- Han-ochi (2004)
- "Dr. Kotô Shinryôjo" (2003), vai Kensuke Goto
- Amida-do dayori (2002), vai bác sĩ Nakamura
- Umi wa miteita (2002), vai Fusanosuke
- Tsuribaka nisshi 12: Shijo saidai no kyuka (2001), vai Shin Uesugi
- Ame agaru (1999), vai Chamberlain Gonnojo Sakakibara
- Poppoya (1999), vai Hideo Sugiura
- Gakko III (1998)
- Niji o tsukamu otoko (1996), vai Ryo Hirayama
- Gakko II (1996)
- Madadayo (1993), vai con trai của Takayama
- Hachi-gatsu no kyôshikyoku (1991), vai Tateo
- 1970 bokutachi no seishun (1991) (TV), vai Makoto Nishiwaki
- Yushun (1988), vai Makoto Tano
- Kinema no tenchi (1986), vai Mitsuo
- "Mùa tuyết tan" (1981 - 2002), vai Jun Kuroita
- Otoko wa tsurai yo: (1981 - 1995), vai Mitsuo (Con trai của Sakura)
- Haruka naru yama no yobigoe (1980), vai Takeshi Kazami
- Yatsu haka Mura (1977)